# Al-Adil Tuman Bay
Al-Adil Tuman Bay ou Touman Bay est un sultan mamelouk burjite qui règne en Égypte pendant cent jours en 1501.

## Biographie
Al-Achraf Janbalat est renversé six mois après son accession au pouvoir par Tuman Bay, ancien chancelier de Qaitbay et gouverneur de Syrie. En 1498, Tuman Bay a déjà renversé An-Nâsir Muhammad le fils de Qaitbay qui s'était révélé particulièrement débauché. Tuman Bay prend le titre d’Al-Adil « le juste », un titre dû à sa bonne réputation.
Rapidement sa bonne réputation se voit contredite par son comportement brutal. Il ne laisse que le souvenir des exécutions qu'il a ordonné. Cent jours après, les émirs qui le déposent ont quelques difficultés à trouver un candidat pour sa succession. Finalement après avoir hésité, 
Qânsûh Al-Ghûrî accepte le trône en avril 1501.